# Rhizoctonia leguminicola
Rhizoctonia leguminicola é uma espécie de fungo pertencente à família Ceratobasidiaceae.